# Xysticus cribratus
Xysticus cribratus är en spindelart som beskrevs av Simon 1885. Xysticus cribratus ingår i släktet Xysticus och familjen krabbspindlar. Inga underarter finns listade i Catalogue of Life.